# Манастир Деалу
Манастир Деалу (рум. Mănăstirea Dealu) је женски манастир који се налази на брду 6 км. северно од историјског Влашког Трговишта у близини реке Јаломица. Подручје којим се пролази од Трговишта до манастира назива се „Долина војвода“.
Манастир Деалу, иако није најпознатији, један је од најбогатијих историјских догађаја у Румунији. Изградња манастирске цркве Светог Николе претходила је архиепископској цркви манастира Куртеа де Арђеш. Архитектонски и стилски ове две цркве су веома сличне. Цркву је осветио Нифонт II Цариградски, који је доведен из Једрена за влашког митрополита. Цркву је 1514-1515. године осликао сликар Добромир из Трговишта.
Манастир је био сведок многих историјских дела. У манастиру је 1508. године јеромонах Макарије поставио штампарију Црнојевића. Овде је 1508. године штампана књига Литургија, 1510. Октоих, а 1512. године штампана су чувена Трговачка четворојеванђеља, сва издржана у правописним нормама Трновске књижевне школе. Штампарска делатност у манастиру Деалу је престала после 1512. године, када је Макарије постављен за митрополита влашког, али је обновљена за време владавине Матеја Басараба (1632-1654), који је поставио кнежевску штампарију увезену из Русије. Прва штампана књига била је „Поучно Јеванђеље” или „Сказаније” (1644) Константина Преславског. У почетку је кнежева штампарија била у манастиру Говора, одакле је, после штампања правила говора, пренет у овај традиционални центар за влашко штампање.
Манастир Деалу је у 16. веку био значајна привредна некропола, која је ту улогу обављала од 1508. године, када је сахрањен Раду Велики, ктитор цркве. После овог датума овде су сахрањени сестра, брат, син и синовац војводе; влашки владар Влад Утопљеник (1532) и Михај Мовила (1608). Највреднија ствар која је сачувана у манастирској костурници је глава Михаја Храбрија, овде донета 1603. године, након што ју је 19. августа 1601. године у Турди посекао валонски официр Јакоб (Жак) де Бури по налогу хабзбуршког цара Рудолфа II.
Претходно и у току дугог рата, Михај Храбри, као повереник и штићеник убијеног Михајла Шејтаноглуа, овде је 9. јуна 1598. године у манастиру Деалу закључио уговор о савезу са Светим римским царством, признавши се за вазала хабзбуршког цара. Хабзбуршки цар са своје стране обавезао на логистику и финансирање похода јужно од Дунава против османлија и подршке трновском устанку.
Константин Бранковану је поново живописао манастирску цркву, сачувавши имена зографа: Константин, Преда, Николае и Раду, што значи отприлике исти тим који је осликао Митрополију у Трговишту 1707-1709. После владавине Светог Константина Бранковиануа, за време фанариота, као и многи други манастири у земљи, манастир Деалу је почео да се распада. На тај начин је са манастиром Деалу почела да бледи и дела раније фактички независних влашких владара и господара Високе Порте.